# Atimura bacillina
Atimura bacillina là một loài bọ cánh cứng trong họ Cerambycidae.